# Chinique
Chinique est une ville du Guatemala dans le département du Quiché.

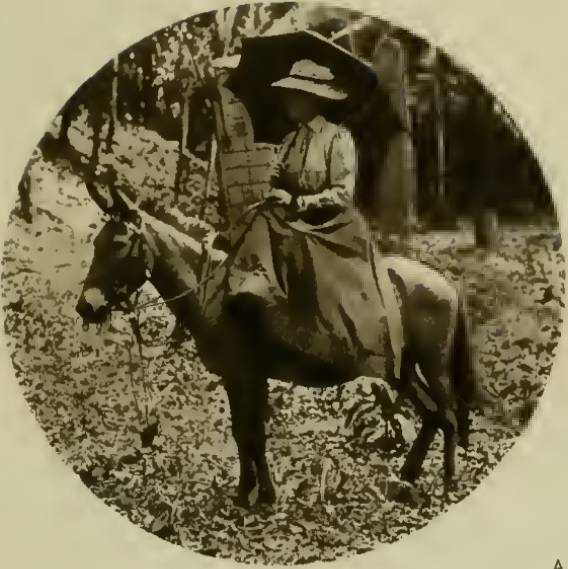
Exploratrice britannique Anne Maudslay. Photographie de Alfred Percival Maudslay